# Gra strategiczna

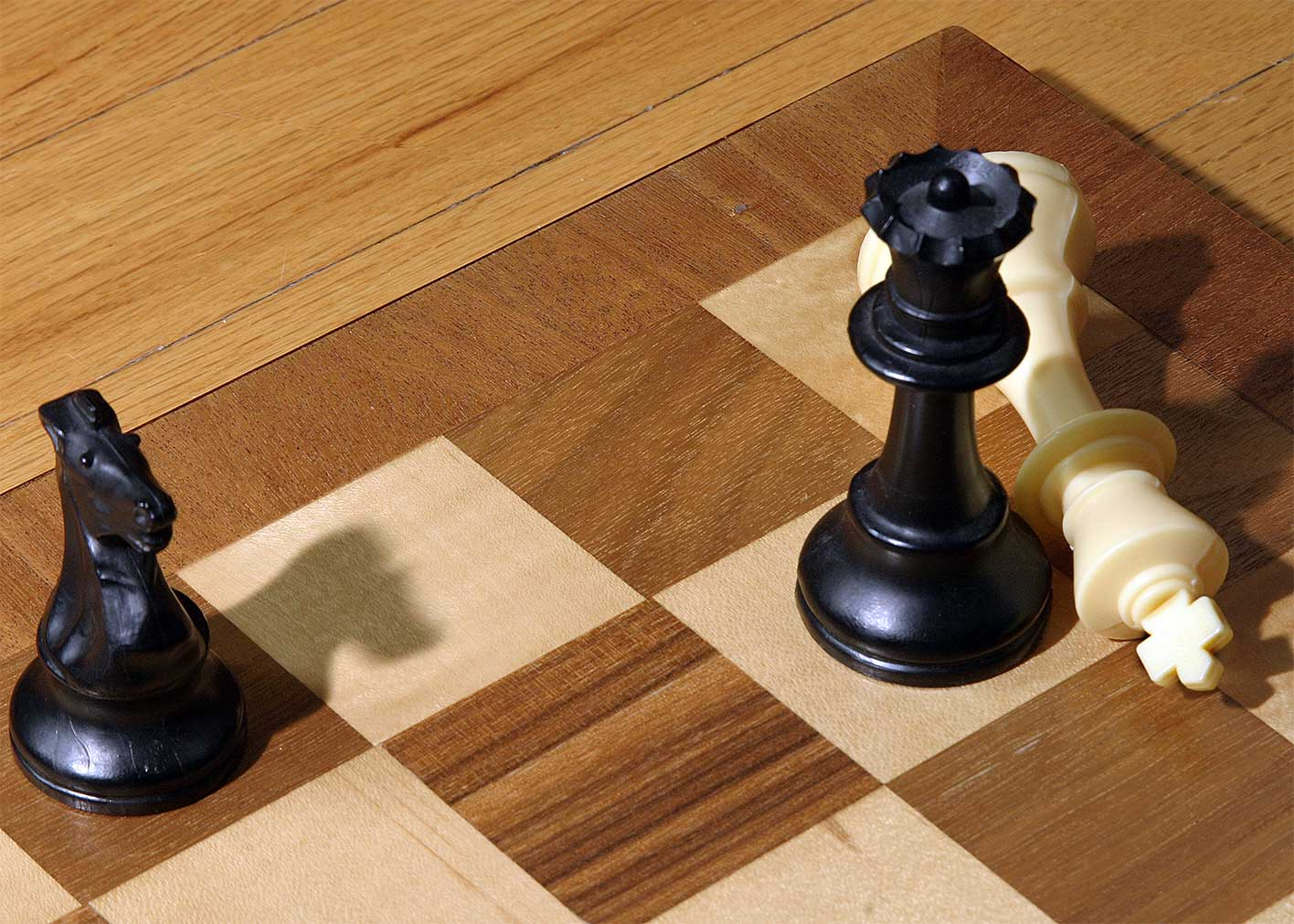
Szachy – przykład gry strategicznej

Gra strategiczna – rodzaj gier, w których zwycięstwo zależy od umiejętności poznawczych graczy oraz interakcji z zasadami rozgrywki, polegającej na nieustannie dokonywanych wyborach i decyzjach (strategiach działania), które prowadzą do różnych wyników.
Gry strategiczne należą do najstarszych form rozrywki w historii ludzkości. W formie planszowej reprezentują je gry takie jak: mankala, afrykańska z pochodzenia symulacja zbierania plonów; japońskie gomoku; oraz hinduskie szachy (caturaṅga). W średniowieczu popularna była gra liczbowa Rithmomachia, oparta na pitagorejskiej teorii liczb. W XVI wieku, od momentu wydania gry karcianej Kartenspiel autorstwa Reinharda zu Solmsa, gdzie zwycięstwo zależało od dysponowania różnymi kartami symbolizującymi typy formacji wojskowych, zaczęła się kształtować odmiana gier strategicznych nazywana grami bitewnymi. Szczególną popularność zdobyły one w XVIII i XIX wieku na ziemiach niemieckich (jako Kriegspiele), później były adaptowane m.in. przez Rosjan i Brytyjczyków.
W odróżnieniu od nieustannie popularnych, ale również niezwykle skomplikowanych gier bitewnych, w latach 80. XX wieku zaczęła się kształtować uproszczona odmiana gier strategicznych, często o tematyce ekonomicznej, przeznaczonych do codziennej rekreacji (eurogry). Choć konwencja eurogier została zapożyczona od amerykańskiej gry Acquire (1962) Sida Sacksona, gwałtowny rozwój przeżyła w Niemczech, m.in. za sprawą wielokrotnie nagradzanych Osadników z Catanu (1995) Klausa Tuebera oraz Tikala (1999) Wolfganga Kramera i Michaela Kieslinga. Z czasem konwencja eurogier była stosowana też z powodzeniem w innych krajach, o czym świadczy międzynarodowy sukces ww. gier i podobnych tytułów takich jak Wsiąść do pociągu (2004) czy Carcassone (2000). Z gier bitewnych i eurogier wywodzą się komputerowe gry strategiczne.